# Lijst van burgemeesters van Marum
Dit is een lijst van burgemeesters van de voormalige Nederlandse gemeente Marum in de provincie Groningen.
| Ambtsperiode                  | Naam burgemeester                                 | Partij of stroming | Bijzonderheden |
| ----------------------------- | ------------------------------------------------- | ------------------ | --- |
| 1811 - 1831                   | Hendrik Tjibbes Idsingh                           |                    | ook Hindrik Tjibbes, ontslag op eigen verzoek. Hij was landbouwer te Marum                                                                                |
| 1831 - 1843                   | mr. Herman Pieter Wichers                         |                    | tevens burgemeester van Leek, ontslag wegens te drukke werkzaamheden overgrootvader van de schrijver Herman Pieter Schönfeld Wichers, pseudoniem Belcampo |
| 1843 - 1845                   | mr. Ferdinand Folef baron von Inn- und Kniphausen |                    | tevens burgemeester van Leek |
| 1845 - 1847                   | mr. Wolther Wolthers                              |                    | werd burgemeester van Kloosterburen, Leens en Ulrum |
| 1847 - 1853                   | Jean François Obbes                               |                    | eervol ontslagen |
| 1853                          | Homme Dijkema                                     |                    | overleden 4 september 1853 (was 6 weken burgemeester) |
| 1853 - 1874                   | jhr. Eiso de Wendt Alberda van Ekenstein          |                    | werd lid van gedeputeerde staten van de provincie Groningen                                                                                               |
| 1874 - 1877                   | jhr. Hector van Sminia Dzn.                       |                    | ontslag op eigen verzoek |
| 1877 - 1879                   | Laurens Witkop                                    |                    | eervol ontslagen |
| 1879 - 1884                   | jhr. Carolus Justus Lewe van Aduard               |                    | werd burgemeester van Appingedam, daarna van Steenwijk |
| 1884 - 1908                   | Albertus Houwink Lzn.                             |                    | was burgemeester van Aduard, eervol ontslagen; schoonzoon van jhr. Eiso de Wendt Alberda van Ekenstein                                                    |
| 1908 - 1916                   | jhr. Marcus Quintus                               |                    | eervol ontslagen |
| 1916 - 1919                   | mr. Johannes Adrianus van Tienhoven               |                    | werd burgemeester van Dodewaard en later van Hoek |
| 1919 - 1937                   | Geert Oosterhuis                                  |                    | was gemeentesecretaris van Leek, eervol ontslag in verband met het bereiken van de pensioengerechtigde leeftijd.                                          |
| 1937 - 1943                   | Dirk van Geel                                     |                    | geboren te Oudshoorn en plotseling overleden op 3 oktober 1943.                                                                                           |
| 1943                          | Michiel Burema                                    | NSB                | waarnemend burgemeester, tevens burgemeester van Hoogkerk                                                                                                 |
| 1944 - 1945                   | Hillebrand Roelf Barteld Groenewold               | NSB                | op zijn vlucht uit Marum in Boerakker doodgeschoten bij aanhouding door de ondergrondse verzetsbeweging op 15 april 1945. Begraven te Bilthoven.          |
| 1945 - 1975                   | jhr. mr. J.W. (Koos) Alberda van Ekenstein        |                    | overleden in functie op 15 oktober 1975. |
| 1976 - 1981                   | Klaas Weide                                       | VVD                | was wethouder van Leeuwarden, werd burgemeester van Haren                                                                                                 |
| 1982 - 1991                   | mr. Sybe Torensma                                 | VVD                | |
| 1991 - 1996                   | Nieschen Elisabeth (Nies) Gerritsma               | VVD                | was wethouder van Delden, werd burgemeester van Haren |
| 1997 - 2005                   | mr. Jan Wicher Kok                                | CDA                | was waarnemend burgemeester van Peize, ontslag in verband met FPU                                                                                         |
| 2005 - 12 sept. 2012          | Tjeerd van Bekkum                                 | VVD                | was wethouder van Berkel en Rodenrijs, werd burgemeester van Smallingerland                                                                               |
| 13 sept. 2012 - 1 mei 2013    | Janny Griet Vlietstra                             | PvdA               | waarnemend burgemeester, oud-gedeputeerde van Drenthe |
| 1 mei 2013 - 31 december 2018 | H. (Henk) Kosmeijer                               | PvdA               | Laatste burgemeestersbenoeming onder het koningschap van koningin Beatrix.                                                                                |